# Nephrotoma drakanae
Nephrotoma drakanae är en tvåvingeart som beskrevs av Alexander 1936. Nephrotoma drakanae ingår i släktet Nephrotoma och familjen storharkrankar. Inga underarter finns listade i Catalogue of Life.